# Спасо-Преображенский собор (Никополь)
Спасо-Преображенский собор — кафедральный собор Криворожской и Никопольской епархии Украинской православной церкви (Московского патриархата). Расположен в городе Никополь Днепропетровской области Украины.
Преображенский собор в Никополе был построен в 1898 году как домовой храм для рабочих кирпичного завода. В 1937 году храм закрыли. В годы немецко-фашистской оккупации собор ненадолго возобновил работу, в 1961 году снова закрыт. В здании храма находился краеведческий музей, потом планетарий.
С 1991 по 1993 год продолжался процесс возвращения храма православной общине. В настоящее время собор отреставрирован. Настоятель храма — протоиерей Николай Марущак.